# Tetracanthella steineri
Tetracanthella steineri är en urinsektsart som beskrevs av Louis Deharveng 1987. Tetracanthella steineri ingår i släktet Tetracanthella och familjen Isotomidae. Inga underarter finns listade i Catalogue of Life.